# Jean-de-Dieu Soult
Jean-de-Dieu Soult, o Nicolás de Juan-Soult, 1.er duque de Dalmacia (francés: /ʒɑ̃dədjø sult/; Saint-Amans-la-Bastide, Tarn, 29 de marzo de 1769-Saint-Amans-Soult, 26 de noviembre de 1851) fue un militar y político francés, tres veces primer ministro de Francia. Destacado combatiente en las guerras napoleónicas, fue el militar de mayor rango del imperio tras ser nombrado Mariscal General de Francia por el emperador Napoleon I. Dirigió las tropas imperiales durante la guerra de la Independencia española.

## Biografía
Entró en el ejército en 1786 a la edad de 16 años; fue ascendido a segundo teniente en 1791 y a capitán dos años después. Participó en diversas acciones de guerra durante la Convención, pero destacó especialmente en la victoria conseguida en Fleurus, a mediados de 1794, por lo que fue nombrado general. Demostró sus dotes como estratega militar en las campañas de Suiza e Italia entre 1799 y 1800, en las que estuvo a las órdenes del general André Masséna. Napoleón le dio el mando militar del Piamonte y posteriormente dirigió la Guardia consular. Ascendió a mariscal en 1804, un día antes de la proclamación de Napoleón como emperador.
En 1805 contribuyó decisivamente a la victoria napoleónica en la batalla de Austerlitz tomando el cerro Pratzen. También estuvo presente en la guerra contra Rusia y Prusia desde 1806 hasta 1807. Fue gobernador de la vieja Prusia y recibió el título de duque de Dalmacia.
A finales de 1807 fue enviado a España; tomó Burgos y La Coruña (en la batalla de Elviña), pero fue derrotado en la campaña de Portugal por Wellington. A mediados de 1809, el emperador le nombró comandante general de las fuerzas francesas en España, y poco después obtuvo una importante victoria en la batalla de Ocaña.
Durante 1810 fue general en jefe del ejército de Andalucía. A principios del año siguiente invadió Extremadura y ocupó Badajoz, pero fue derrotado en el enfrentamiento de La Albuera por las tropas aliadas anglo-españolas. Durante este periodo fue el responsable del asesinato del anciano obispo de Coria Juan Álvarez de Castro.
En 1812 tuvo serios enfrentamientos con José I, por lo que Napoleón lo cambió de frente, y durante unos meses luchó en el Rin. En 1813, cuando las fuerzas imperiales empezaron a flaquear en España, fue puesto nuevamente al frente de las tropas en la península, fracasando en su intento de recuperar las plazas de Pamplona y San Sebastián. Al año siguiente fue derrotado de nuevo por las fuerzas de Wellington en Orthez y logró mantener Toulouse, cuando intentaba que el ejército británico no entrara en territorio francés.
Durante la primera Restauración francesa, en la que Luis XVIII ocupó por primera vez el trono francés (1814-1815), Soult fue nombrado ministro de la guerra. No obstante, aceptó ser el jefe de Estado Mayor de Napoleón durante el tiempo que transcurrió desde la huida de este de la isla de Elba hasta su derrota definitiva en la batalla de Waterloo en 1815. Por este episodio fue desterrado de Francia desde 1816 hasta 1819, año en que fue llamado por Luis XVIII, que le devolvió el grado de mariscal al año siguiente.
Fue uno de los primeros militares franceses que dieron su apoyo a Luis Felipe I de Francia. Desempeñó diversos cargos políticos durante este reinado (ministro de la guerra de 1830 a 1834 y de 1840 a 1844), mientras que ocupó la cartera de Asuntos Exteriores entre 1839 y 1840.
Se retiró de la política en 1847, cerca ya de los 80 años, y falleció en el castillo de Soultberg, en 1851.

## Saqueo artístico en Sevilla
Su paso por la península ibérica supuso el saqueo artístico realizado en Sevilla por órdenes de José I Bonaparte. La ciudad de Sevilla, que había capitulado sin oponer resistencia, según los cánones de la época debía ser objeto de respeto a su integridad. Soult llegó a almacenar más de mil obras en el alcázar de la ciudad procedentes en gran parte de edificios religiosos. De entre todas ellas se apropió de las más selectas que trasladó a su residencia en París. En este proceder está la razón por la cual el Museo del Louvre exhibe gran número de cuadros de pintura española.
Fue durante esta época cuando reunió una valiosa colección de cuadros españoles, robados a sus legítimos propietarios durante las campañas militares, de autores como Alonso Cano, Murillo y Zurbarán, entre ellos La Inmaculada «de Soult» de Murillo (Museo del Prado). Tras su muerte fue vendida al Louvre en 1852 por 615 000 francos, precio récord en la época, si bien terminó retornando a España en 1941, gracias a un acuerdo de canje entre los gobiernos español y francés.
Importantes museos franceses, ingleses y americanos, además de coleccionistas privados, poseen actualmente una enorme cantidad de obras españolas cumbre del arte cuyo origen está en el expolio sistemático que Soult realizó en iglesias y conventos españoles, principalmente en Andalucía y Sevilla.